# Erupción freatomagmática

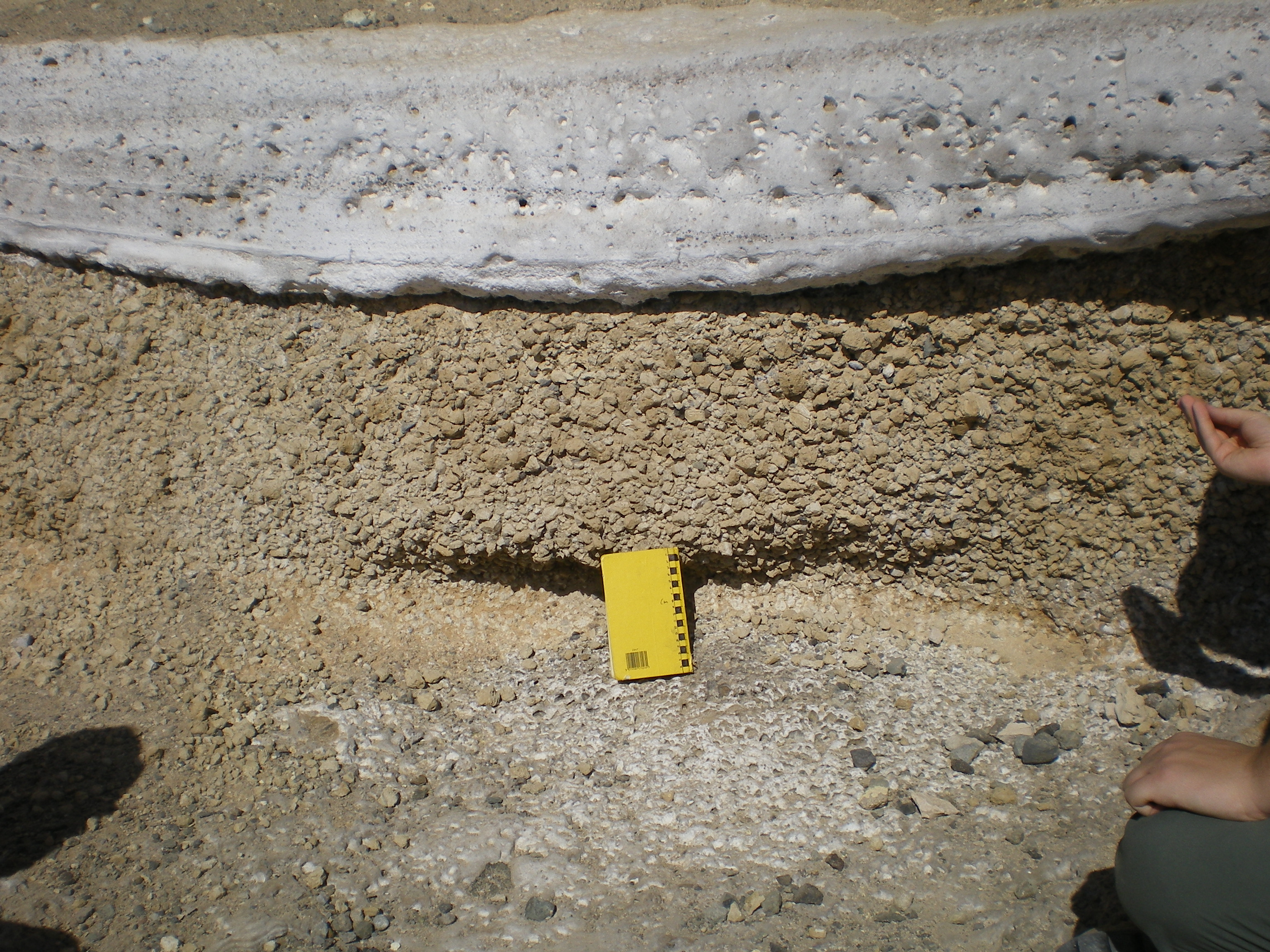
Depósito de ceniza de origen freatomagmático, depósito de caída de lapilli magmático suprayacente de origen magmático.

Una erupción freatomagmática es una erupción volcánica explosiva como consecuencia de la interacción entre agua y magma. Las erupciones freatomagmáticas son diferentes de las erupciones magmáticas y freáticas. A diferencia de las erupciones freáticas, los productos de las erupciones freatomagmáticas contienen clastos juveniles y —a diferencia de las erupciones magmáticas— son el resultado de la interacción entre el magma y el agua. Es muy común que una gran erupción explosiva tenga componentes magmáticos y freatomagmáticos.

## Mecanismos
Existen un par de teorías sobre cual es el mecanismo exacto que forma las cenizas. La teoría más común es la teoría de la explosión de las partículas por contracción térmica al enfriarse rápidamente al entrar en contacto con el agua. En muchos casos el agua es el agua de mar, por ejemplo en el caso de Surtsey. En otros casos el agua puede ser la de un lago o provenir de un lago alojado en la caldera, por ejemplo en Santorini, donde la componente freatomagmática de la erupción minoica fue el resultado de un lago y posteriormente del mar. También existen ejemplos de interacción entre el magma y el agua de un acuífero. A causa de estas circunstancias se cree que muchos de los conos de escoria en Tenerife son freatomagmáticos.
La otra teoría se basa en las interacciones entre el combustible y el refrigerante, fenómeno que ha sido estudiado por la industria nuclear. Según esta teoría el combustible (en este caso el magma) se fragmenta al entrar en contacto con un refrigerante (el mar, lago o acuífero). Las ondas de tensiones que se propagan y la contracción térmica agranda las fisuras y aumenta el área superficial de interacción, dando lugar a ritmos de enfriamiento explosivamente rápidos. Los dos mecanismos propuestos son muy similares y es probable que lo que acontece en realidad sea una combinación de ambos.

## Depósitos
La ceniza freatomagmática es formada por el mismo mecanismo en un rango muy diverso de composiciones, básicas y ácidas. Se forman clastos en forma de bloques equidimensionales con un bajo contenido vesicular. Se cree que los depósitos de erupciones explosivas freatomagmáticas son de granos más finos que los depósitos de las erupciones magmáticas. Ello se debe a la mayor fragmentación experimentada en las erupciones freatomagmáticas.

### Hialoclastita
La hialoclastita es un vidrio que se encuentra con basaltos almohadillados producido por templado no-explosivo y fractura de vidrio basáltico. Las mismas son clasificadas como erupciones freatomagmáticas, ya que producen clastos juveniles debido a la interacción entre el agua y magma. Se pueden producir a profundidades en el agua superiores a 500 m, donde la presión hidrostática es lo suficientemente elevada como para inhibir la textura vesicular en el magma basáltico.

### Toba vítrea
La toba vítrea (en inglés: hialotuff) es un tipo de roca formado por fragmentación explosiva de vidrio (obsidiana) durante erupciones freatomagmáticas en zonas de aguas poco profundas (o en acuíferos). Las tobas vítreas tienen una estructura de capas que se cree es producto de oscilaciones amortiguadas en el ritmo de descarga, con un período de varios minutos. Los depósitos poseen granos más finos que los depósitos de las erupciones magmáticas, a causa de la mucho más elevada fragmentación de este tipo de erupción. A causa de su grano más fino los depósitos presentan un mejor orden en el campo que los depósitos magmáticos, sin embargo un análisis de tamaño de grano indica que los depósitos se encuentran menos ordenados que los depósitos magmáticos. Un clasto denominado lapilli acreacional es distintivo de los depósitos freatomagmáticos, y es un factor de identificación importante en el campo. El lapilli acreacional se forma debido a las propiedades cohesivas de la ceniza húmeda, haciendo que las partículas se adhieran. Las mismas poseen una estructura circular cuando los especímenes son observados a simple vista y bajo el microscopio.
Un aspecto que influye sobre la morfología y características de un depósito es la relación entre el contenido de agua y de magma. Se cree que los productos de las erupciones freatomagmáticas son de grano pequeño y con poco orden cuando existe una elevada relación magma/agua, en cambio cuando la relación magma/agua es menor los depósitos son más grandes y poseen un mayor grado de orden.

## Manifestaciones en la superficie

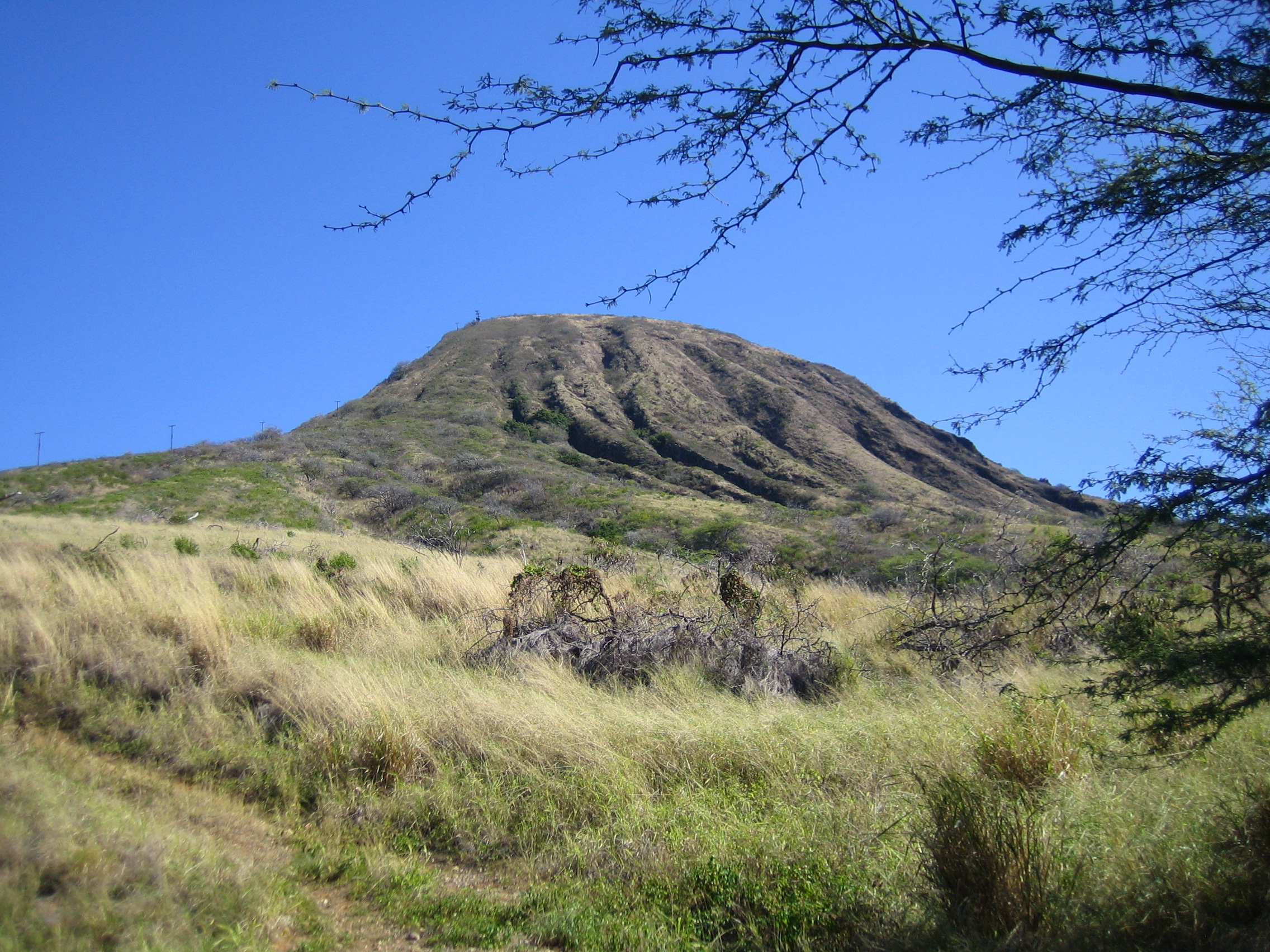
El cráter Koko es un cono de toba antiguo extinto en la isla hawaiana de Oahu.

Existen dos tipos de accidentes geográficos relacionados con chimeneas producto de la interacción explosiva de magma y agua subterránea o de superficie; conos de toba y los anillos de toba. Ambos accidentes geográficos se encuentran asociados con volcanes monogenéticos y volcanes poligenéticos. En el caso de volcanes poligenéticos a menudo ellos se encuentran entremezclados con lavas, ignimbritas y ceniza y depósitos de lapilli. Se cree que en la superficie del planeta Marte pueden existir anillos y conos de toba.

### Anillos de toba
Los anillos de toba no son de gran altura y están formados por tefra que rodea un amplio cráter (denominado cráter maar) que por lo general es de menor altura que la topografía circundante. A menudo el tefra se encuentra inalterado y dispuesto en delgadas capas, y por lo general se considera son una ignimbrita, o el producto de una corriente de densidad piroclástica. Los mismos se desarrollan alrededor de una chimenea volcánica ubicada en un lago, zona costera, pantano o en una zona con abundante agua subterránea.

### Conos de toba
Los conos de toba son formaciones que poseen laderas pronunciadas y poseen forma de cono. Poseen amplios cráteres y están formados por tefra muy alterada dispuesta en gruesas capas. Se los considera una variante más elevada de un anillo de toba, formado durante erupciones menos poderosas. Los conos de toba por lo general son bajos. El cráter Koko mide 400 m de altura lo cual es 8 veces menor que el Monte Santa Helena.

## Ejemplos de erupciones freatomagmáticas

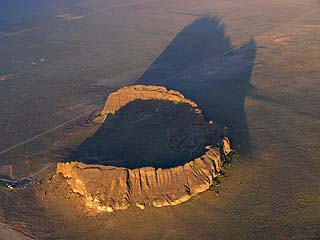
Fort Rock, un anillo de toba erosionado en Oregón, Estados Unidos.

### Erupción minoica de Santorini
Santorini forma parte del arco volcánico del Sur del Egeo, 140 km al norte de Creta. La erupción minoica de Santorini, fue la última erupción y tuvo lugar en la primera mitad del siglo XVII a. C.. La erupción principalmente estuvo compuesta de rhyodacita. La erupción minoica tuvo cuatro fases. La primera fase fue la eyección y depósito de pómez blanca a rosada con un eje de dispersión este-sureste. El depósito posee un espesor máximo de 6 m y las capas de flujos de ceniza se encuentran intercaladas en la parte superior. La segunda fase posee ceniza y franjas de lapilli que se encuentran dispuestas estratificadas con grandes ondas y estructuras similares a dunas. El espesor de los depósitos varia entre 10 a 12 m. Las fases tercera y cuarta son depósitos de corrientes de densidad piroclástica. Las fases primera y tercera fueron freatomagmáticas.